# 肌酸乙酯
肌酸乙酯（英語： 或 creatine ester、cre-ester，缩写CEE）是含氮有机化合物，化学式C6H13N3O2，可看作肌酸与乙醇形成的酯，用作健美膳食补充剂，在体内代谢为一水合肌酸。